# HD 95086 b
HD 95086 b – planeta pozasłoneczna, krążąca wokół gwiazdy HD 95086 w gwiazdozbiorze Kila.

## Nazwa
Gwiazda ma nazwę własną Levantes, która została wybrana w konkursie NameExoWorlds zorganizowanym w 2022 roku przez Międzynarodową Unię Astronomiczną. W nowoczesnym języku greckim nazwa Λεβάντες oznacza wiatr wschodni; pojawia się w poemacie Godnym jest... (Το Άξιον Εστί) greckiego poety Odiseasa Elitisa. Spośród nadesłanych propozycji zwyciężyła nazwa Levantes dla planety i Aiolos dla gwiazdy.

## Odkrycie
Planeta została zaobserwowana w podczerwieni przy użyciu optyki adaptatywnej przez Bardzo Duży Teleskop (VLT) należący do ESO. W chwili obserwacji miała najmniejszą masę spośród bezpośrednio zaobserwowanych planet pozasłonecznych.
Planeta krąży wokół gwiazdy w odległości niemal dwukrotnie większej niż Neptun od Słońca. Gwiazda centralna jest młoda, ma 17 ± 4 milionów lat, ma masę około 1,6 M☉ i jest otoczona dyskiem pyłowym.